# 2083 Smither
2083 Smither (1973 WB) là một tiểu hành tinh vành đai chính bên trong được phát hiện ngày 29 tháng 11 năm 1973 bởi E. F. Helin ở Palomar.